# Psychedelická hudba

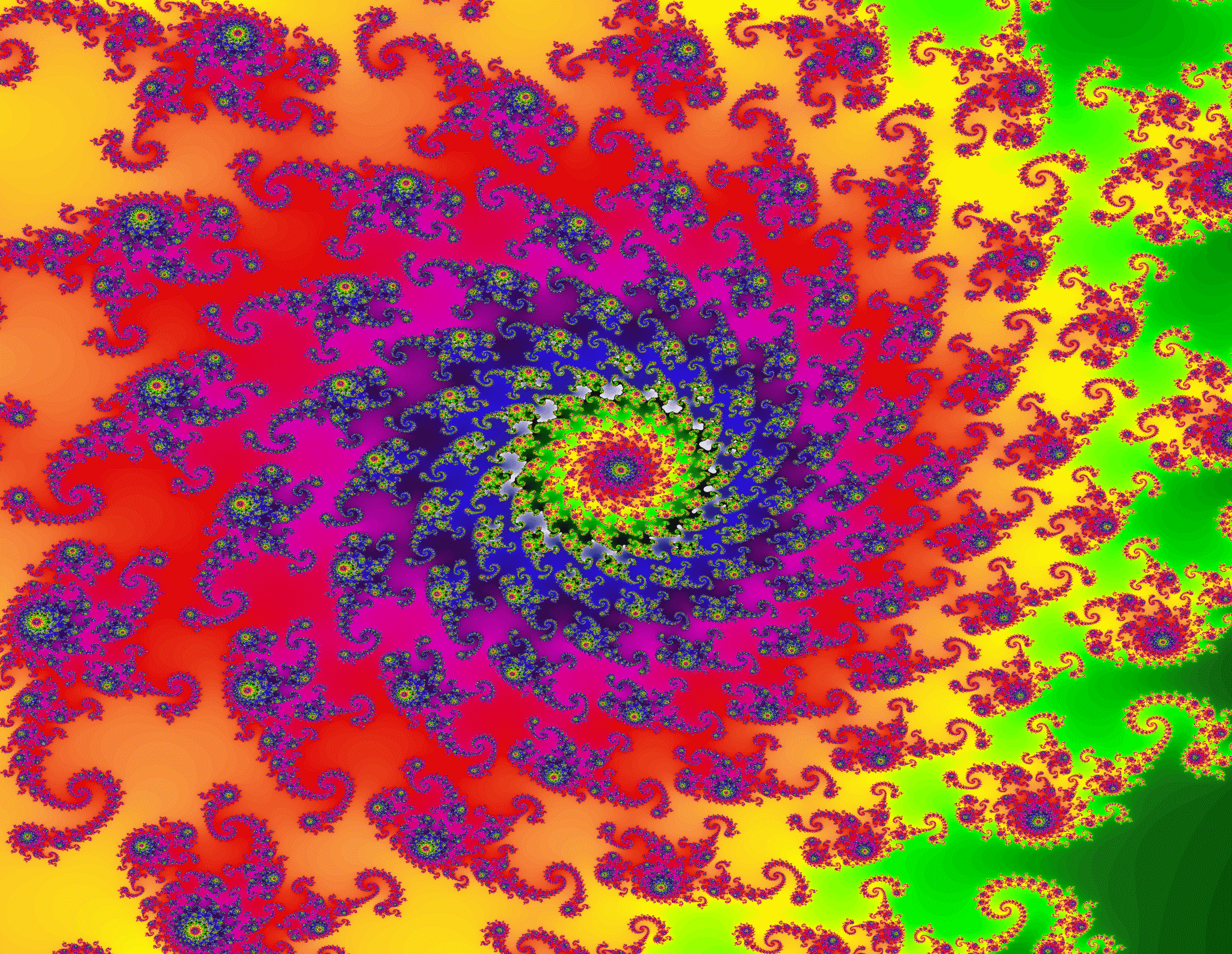

Psychedelická hudba (z anglického Psychedelic music), často bývá také označována jako Psychedelia je skupina hudebních žánrů a stylů, které byly ovlivněny psychedelickou kulturou. Psychedelická hudba se začala prosazovat v polovině šedesátých let ve Spojených státech.

## Podstyly
- Psychedelický rock
- Psychedelický folk
- Psychedelický soul
- Psychedelický pop
- Psychedelický trance